# Eilema
Eilema is een geslacht van vlinders uit de familie van de spinneruilen (Erebidae) en de onderfamilie van de beervlinders (Arctiinae).

## Soorten
- E. achrosis (Hampson, 1918)
- E. affineola (Bremer, 1864)
- E. albescens (Aurivillius, 1910)
- E. albicans (Butler, 1882)
- E. albicosta (Rogenhofer, 1894)
- E. albicostata (Hampson, 1901)
- E. albidella (de Toulgoët, 1976)
- E. albidula (Walker, 1864)
- E. albostriatum (Kühne, 2010)
- E. albuliferella (Strand, 1922)
- E. aldabrensis (Hampson, 1914)
- E. alluaudi (de Toulgoët, 1968)
- E. amaura (Hering, 1926)
- E. amaurobapha (Mabille, 1900)
- E. amaurus (Rothschild, 1916)
- E. angulifascia (Strand, 1912)
- E. angustiala (Bryk, 1948)
- E. angustipennis (Strand, 1912)
- E. angustula (de Toulgoët, 1966)
- E. ankaratrae (de Toulgoët, 1954)
- E. antica (Walker, 1854)
- E. apicalis (Walker, 1862)
- E. apricina (Bryk, 1948)
- E. arculifera (Felder, 1874)
- E. ardens (Butler, 1882)
- E. argentea (Butler, 1878)
- E. arizona (Wileman, 1910)
- E. aspersa (Butler, 1882)
- E. aspersoides (de Toulgoët, 1957)
- E. atratula (Eversmann, 1847)
- E. atrgentula (de Toulgoët, 1956)
- E. atrifrons (Hampson, 1907)
- E. aurantioflava (Rothschild, 1912)
- E. aurantiotestacea (Rothschild, 1912)
- E. aurantisquamata (Hampson, 1918)
- E. auriflua (Moore, 1878)
- E. aurora (Rothschild, 1916)
- E. badrana (Moore, 1859)
- E. barbata (Hampson, 1907)
- E. basinota (Moore, 1865)
- E. bifasciata (Hampson, 1900)
- E. bilati (Dufrane, 1945)
- E. bipartita (Aurivillius, 1910)
- E. biplagella (Butler, 1877)
- E. bipuncta (Hübner, 1824)
- E. bipunctata (Walker, 1866)
- E. birketsmithi (de Toulgoët, 1977)
- E. bitincta (Rothschild, 1924)
- E. borbonica (Guillermet, 2011)
- E. brevipennis (Walker, 1854)
- E. brunnea (Moore, 1878)
- E. brunneotincta (Rothschild, 1912)
- E. brunnescens (Daniel, 1954)
- E. bueana (Strand, 1912)
- E. caffrana (Strand, 1912)
- E. calamaria (Moore, 1878)
- E. caledonica (Holloway, 1979)
- E. cana (Hampson, 1896)
- E. caniola (Hübner, 1808)

Vaal kokerbeertje
- E. carbunculosa (de Toulgoët, 1954)
- E. carnea (Butler, 1882)
- E. catalei (de Toulgoët, 1953)
- E. catenata (Mabille, 1900)
- E. celsicola (de Toulgoët, 1966)
- E. cereola (Hübner, 1827)
- E. cinerea (Pagenstecher, 1886)
- E. cirrochroa (Mabille, 1900)
- E. claudei (de Toulgoët, 1980)
- E. cohabitans (de Toulgoët, 1960)
- E. colon (Möschler, 1872)
- E. comma (de Toulgoët, 1957)
- E. comorensis (de Toulgoët, 1955)
- E. complana (Linnaeus, 1758)_ streepkokerbeertje
- E. conformis (Walker, 1854)
- E. conisphora (Hampson, 1914)
- E. conspicua (Rothschild, 1924)
- E. contempta (Rothschild, 1924)
- E. contorta (Fryer, 1912)
- E. contradicta (de Toulgoët, 1954)
- E. coreana (Leech, 1888)
- E. costalba (Wileman)
- E. costalis (Zeller, 1847)
- E. costimacula (Aurivillius, 1910)
- E. costimaculata (Aurivillius, 1910)
- E. costiplicata (Hampson, 1918)
- E. costipuncta (Leech, 1890)
- E. costistrigata (Bethune-Baker, 1900)
- E. cramboides (Kenrick, 1914)
- E. crassicosta (de Toulgoët, 1957)
- E. creatoplaga (Hampson, 1901)
- E. cretacea (Hampson, 1911)
- E. cribrata (Staudinger, 1887)
- E. cribroides (Kenrick, 1914)
- E. croceibasis (de Toulgoët, 1955)
- E. cucullata (Moore, 1878)
- E. cuneata (Strand, 1912)
- E. curviplaga (Rothschild, 1912)
- E. cvirgineola (Hampson, 1900)
- E. chinchilla (de Toulgoët, 1957)
- E. chrysophlebs (Hampson, 1895)
- E. danieli (Kiriakoff, 1954)
- E. debilis (Staudinger, 1887)
- E. debilissima (Kiriakoff, 1958)
- E. decarys (de Toulgoët, 1955)
- E. decreta (Butler, 1877)
- E. degenerella (Walker)
- E. depressa (Esper, 1787)

Naaldboombeertje
- E. diliensis (Holloway, 1979)
- E. dinawa (Bethune-Baker, 1904)
- E. discifera (Hampson, 1900)
- E. distigma (Turner, 1940)
- E. distinguenda (de Toulgoët, 1957)
- E. distorta (Moore, 1872)
- E. divisa (Walker, 1862)
- E. dorsalis (Walker, 1866)
- E. dorsti (de Toulgoët, 1977)
- E. ekeikei (Bethune-Baker, 1904)
- E. elegans (Butler, 1877)
- E. elongata (Rothschild, 1912)
- E. elophus (Rothschild, 1916)
- E. erythropleura (Mabille, 1879)
- E. fasciata (Moore, 1878)
- E. fasciatella (Strand, 1922)
- E. fasciculosa (Walker, 1862)
- E. fibriata (Leech, 1890)
- E. flammea (Mabille, 1885)
- E. flavibasis (Hampson, 1900)
- E. flavicosta (Moore, 1878)
- E. flavociliata (Lederer, 1853)
- E. fletcheri (Kiriakoff, 1958)
- E. flexistriata (Butler, 1882)
- E. formosa (de Toulgoët, 1971)
- E. francki (Guillermet, 2011)
- E. fraterna (Butler, 1887)
- E. fulminans (de Toulgoët, 1960)
- E. fumidisca (Hampson, 1894)
- E. fuscicilia (Hampson, 1894)
- E. fuscifrons (Hampson, 1905)
- E. fuscistriga (Hampson, 1894)
- E. fuscodorsalis (Matsumura, 1930)
- E. gainsfordi (Kühne, 2010)
- E. gashorai (de Toulgoët, 1980)
- E. gibrati (Oberthür)
- E. gina (Okano, 1954)
- E. goniophora (Hampson, 1900)
- E. goniophoroides (Strand, 1912)
- E. gracilipennis (Wallengren, 1860)
- E. griseadisca (Holloway, 1982)
- E. griseata (de Toulgoët, 1980)
- E. griseoflava (Rothschild, 1913)
- E. griseola (Hübner, 1803)

Glad beertje
- E. griveaudi (de Toulgoët, 1960)
- E. hampsoni (de Toulgoët, 1960)
- E. harpophora (Meyrick, 1886)
- E. heimi (de Toulgoët, 1954)
- E. heterogyna (Hampson, 1910)
- E. homochroma (de Toulgoët, 1957)
- E. hova (de Toulgoët, 1954)
- E. humbloti (de Toulgoët, 1956)
- E. hybrida (de Toulgoët, 1957)
- E. hönei (Daniel, 1954)
- E. iberica (Mentzer, 1980)
- E. iluopsis (de Toulgoët, 1960)
- E. incertula (de Toulgoët, 1972)
- E. inconcpicualis (Kenrick, 1914)
- E. incurvata (Wileman & West, 1928)
- E. inducta (Walker, 1864)
- E. infucata (Kiriakoff, 1958)
- E. inornata (Kenrick, 1914)
- E. insignis (Butler, 1882)
- E. instabilis (de Toulgoët, 1954)
- E. intermixta (Kühne, 2007)
- E. interpositella (Strand, 1920)
- E. intersecta (T.P. Lucas, 1890)
- E. iuniformis (Hampson, 1894)
- E. japonica (Leech, 1889)
- E. khasiana (Rothschild, 1912)
- E. kilimanjaronis (Strand, 1922)
- E. kingdoni (Butler, 1877)
- E. klapperichi (Daniel, 1954)
- E. kosemponensis (Strand, 1917)
- E. kuatunica (Daniel, 1954)
- E. lachesis (de Toulgoët, 1966)
- E. laevis (Butler, 1877)

- E. lamprocraspes (Hampson, 1914)
- E. laurenconi (de Toulgoët, 1976)
- E. leia (Hampson, 1901)
- E. lemur (de Toulgoët, 1954)
- E. lenta (Leech, 1890)
- E. leopoldi (Tams, 1935)
- E. lepta (Wileman & West, 1928)
- E. leucanicula (de Toulgoët, 1954)
- E. lilacina (Moore, 1878)
- E. lividula (de Toulgoët, 1954)
- E. lurideola (Zincken, 1817)

Plat beertje
- E. lutarella (Linnaeus, 1758)

Felgeel beertje
- E. lutescens (Rothschild, 1912)
- E. mabillei (Butler, 1882)
- E. maculosa (Saalmüller, 1884)
- E. marcida (Mann, 1859)
- E. margarita (de Toulgoët, 1957)
- E. marginata (Guérin-Méneville, 1844)
- E. marguerita (van Eecke, 1927)
- E. marioni (de Toulgoët, 1957)
- E. marwitziana (Strand, 1912)
- E. melanothorax (de Toulgoët, 1957)
- E. melasonea (Hampson, 1903)
- E. meloui (de Toulgoët, 1956)
- E. mesosticta (Hampson, 1911)
- E. micans (Pagenstecher, 1895)
- E. minor (Okano, 1955)
- E. minutissima (Bethune-Baker, 1911)
- E. modiolus (Kiriakoff, 1958)
- E. monochroma (Holland, 1893)
- E. moorei (Leech, 1890)
- E. morosina (Herrich-Schäffer, 1848)
- E. muscula (Staudinger, 1899)
- E. nebra (Wileman & West, 1928)
- E. nebulifera (Hampson, 1900)
- E. nebuliferella (Strand, 1922)
- E. nebulosa (Walker, 1862)
- E. nicticans (Bremer & Grey, 1853)
- E. nigrifrons (Moore, 1872)
- E. nigripars (Walker, 1856)
- E. nigripes (Hampson, 1900)
- E. nigripoda (Bremer & Grey, 1852)
- E. nigrociliata (Aurivillius, 1909)
- E. nigrosparsa (Butler, 1882)
- E. niveata (Rothschild, 1912)
- E. nonagrioides (de Toulgoët, 1957)
- E. notifera (Saalmüller, 1880)
- E. nubeculoides (Holloway, 1982)
- E. oberthuri (de Toulgoët, 1956)
- E. obliquistria (Hampson, 1894)
- E. oblitterans (Felder, 1868)
- E. oblonga (Butler, 1877)
- E. obtusoides (de Toulgoët, 1954)
- E. ochroleuca (Wileman & West, 1928)
- E. okanoi (Inoue, 1961)
- E. okiensis (Miyake, 1907)
- E. palliatella (Scopoli, 1763)
- E. pallida (Moore, 1878)
- E. pallidicosta (Mabille, 1900)
- E. pauliani (de Toulgoët, 1955)
- E. paupercula (de Toulgoët, 1966)
- E. pentaspila (Hampson, 1907)
- E. peperita (Hampson, 1901)
- E. perdentata (Druce, 1899)
- E. persephone (de Toulgoët, 1966)
- E. peyrierasi (de Toulgoët, 1976)
- E. phaeocraspis (Hampson, 1901)
- E. phaeopera (Hampson, 1900)
- E. phantasma (de Toulgoët, 1955)
- E. planissima (Wallengren, 1876)
- E. plantei (de Toulgoët, 1976)
- E. plumbea (Hampson, 1900)
- E. plumbeomicans (Hampson, 1894)
- E. poliophaga (Hampson, 1901)
- E. prabana (Moore, 1859)
- E. prabhasana (Strand, 1922)
- E. predotae (Schawerda, 1927)
- E. proleuca (Hampson, 1914)
- E. proleucodes (Kiriakoff, 1958)
- E. protuberans (Moore, 1878)
- E. pseudocomplana (Daniel, 1939)
- E. pseudofasciata (de Toulgoët, 1957)
- E. pseudoluteola (Strand, 1922)
- E. pseudosimplex (de Toulgoët, 1977)
- E. pseudosoror (de Toulgoët, 1957)
- E. pulverea (Wileman, 1910)
- E. pulvereola (Hampson, 1900)
- E. pulverosa (Aurivillius, 1904)
- E. punctifera (Hampson, 1893)
- E. punctilineata (Hampson, 1901)
- E. punctistriata (Butler, 1882)
- E. purpureotincta (de Toulgoët, 1954)
- E. pusilana (Strand, 1912)
- E. pustulata (Wallengren, 1860)
- E. pygmaeola (Doubleday, 1847)

Klein kokerbeertje
- E. quadrangula (de Toulgoët, 1955)
- E. quadrinotata (Walker, 1864)
- E. quadrisignata (Moore, 1878)
- E. ratonis (Matsumura, 1927)
- E. recticosta (de Toulgoët, 1956)
- E. replana (Lewin, 1805)
- E. repleta (Lucas, 1890)
- E. reticulata (Moore, 1865)
- E. rubiginea (de Toulgoët, 1954)
- E. rubrescens (Hampson, 1909)
- E. rubuginea (de Toulgoët, 1953)
- E. rufitincta (Hampson, 1914)
- E. rufoasciata (Rothschild, 1912)
- E. ruma (Swinhoe, 1890)
- E. rungsi (Toulgoet, 1960)
- E. sabulosula (de Toulgoët, 1954)
- E. sachalinensis (Matsumura, 1930)
- E. sanguicosta (Hampson, 1901)
- E. sarceola (Hampson, 1900)
- E. schistaceola (Strand, 1916)
- E. semibrunnea (Heylaerts, 1891)
- E. semperi (Strand, 1922)
- E. sericea (Gregson, 1860)
- E. sericeoalba (Rothschild, 1912)
- E. serva (Walker, 1854)
- E. setiniformis (Hampson, 1900)
- E. signata (Walker, 1854)
- E. similipuncta (Hampson, 1914)
- E. simplex (Walker, 1862)
- E. simulatricula (de Toulgoët, 1955)
- E. sokotrensis (Hampson, 1900)
- E. sordida (Butler, 1882)
- E. sororcula (Hufnagel, 1766)

Geel beertje
- E. squalida (Guenée, 1862)
- E. squamata (Pagenstecher, 1886)
- E. stevensi (Holland, 1892)
- E. sthenoptera (Hampson, 1896)
- E. stictigramma (Hampson, 1908)
- E. strangulata (de Joan, 1930)
- E. submontana (Inoue, 1982)
- E. subnigrosparsa (Strand, 1922)
- E. suffusa (Leech, 1899)
- E. suspecta (de Toulgoët, 1960)
- E. taeniata (Kiriakoff, 1958)
- E. taiwana (Wileman, 1910)
- E. tanala (de Toulgoët, 1956)
- E. tardenota (de Toulgoët, 1971)
- E. tegudentata (Kühne, 2007)
- E. terminalis (Moore, 1878)
- E. testacea (Rothschild, 1912)
- E. testaceoflava (Rothschild, 1912)
- E. tonseana (Tams, 1935)
- E. torstenii (Mentzer, 1980)
- E. tortricoides (Walker, 1862)
- E. transducta (de Joan, 1930)
- E. tricolor (Wileman, 1911)
- E. tricolorana (Kiriakoff, 1954)
- E. trichopteroides (Kühne, 2010)
- E. trinitas (Strand, 1912)
- E. triplaiola (Bethune-Baker, 1911)
- E. trispolita (Saalmüller, 1879)
- E. tristis (de Toulgoët, 1954)
- E. tsinlingica (Daniel, 1954)
- E. umbrigera (Mabille, 1900)
- E. umbripuncta (de Joan, 1928)
- E. uniola (Rambur, 1866)
- E. uniplaga (Hampson, 1894)
- E. unipuncta (Staudinger, 1899)
- E. unita (Schiffermüller, 1776)
- E. ussurica (Daniel, 1954)
- E. vagesa (Moore, 1859)
- E. vanbraekeli (Tams, 1935)
- E. varana (Moore, 1865)
- E. venosa (Moore, 1878)
- E. vetusta (Walker, 1854)
- E. vicara (Strand, 1922)
- E. vicinula (de Toulgoët, 1954)
- E. viettei (de Toulgoët, 1954)
- E. violitincta (Rothschild, 1912)
- E. virgineola (Hampson, 1900)
- E. voeltzkowi (Aurivillius, 1909)
- E. xanthocraspis (Hampson, 1900)
- E. xantholeuca (de Toulgoët, 1954)